# Langlaufschlitten

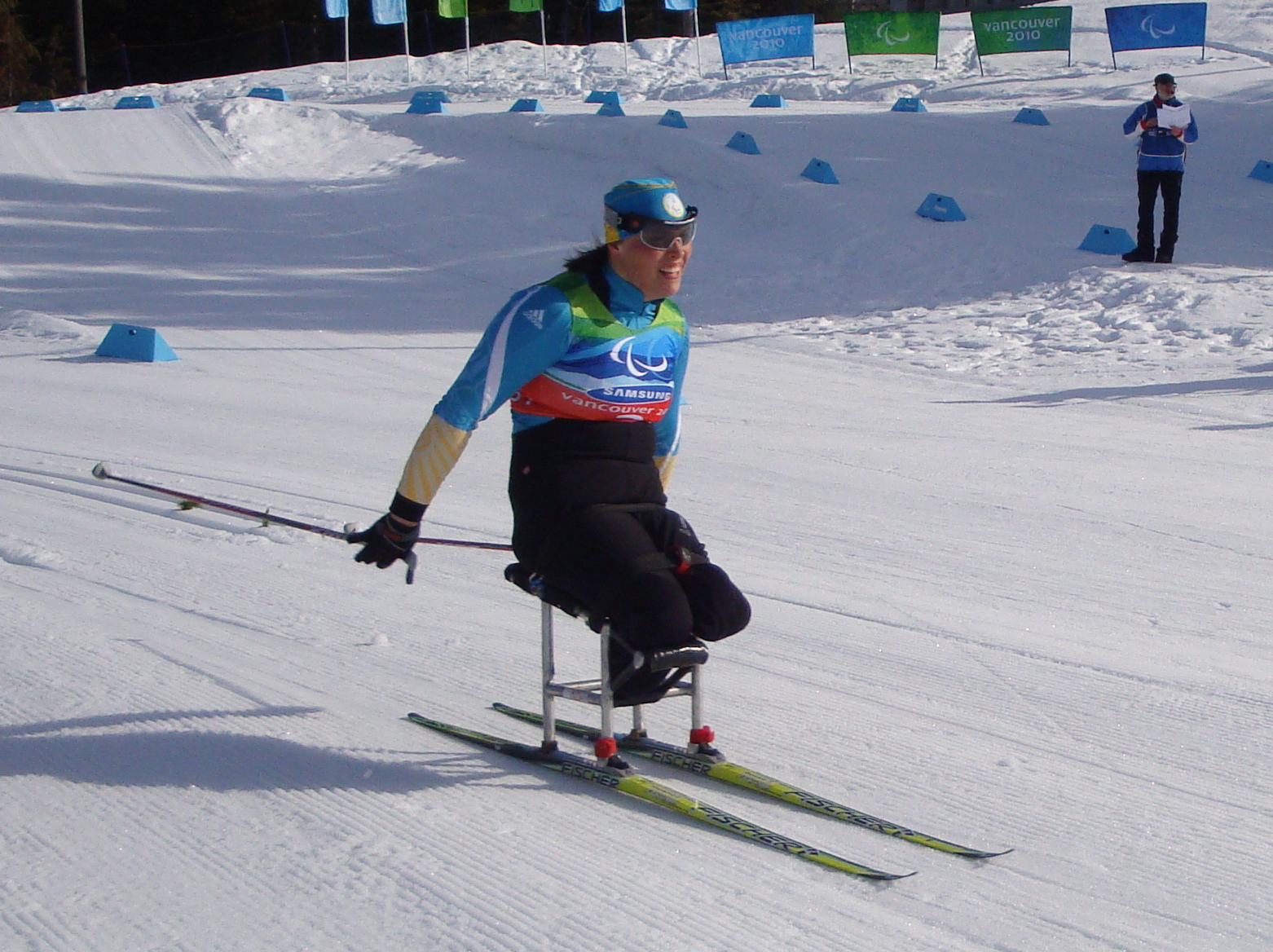
Sportler mit Langlaufschlitten

Ein Langlaufschlitten ist ein Sportgerät im Behindertensport (Para-Skilanglauf und Para-Biathlon), das es Rollstuhlfahrern und stark gehbehinderten Sportlerinnen und Sportlern ermöglicht, Skilanglauf und Biathlon zu betreiben.
Weitere Bezeichnungen sind:
- Sitzschlitten[1]
- Sit Ski[2]

## Erfolgreiche deutsche Athleten mit dem Langlaufschlitten
- Andrea Eskau (* 1971)
- Martin Fleig (* 1989)
- Anja Wicker (* 1991)